# 雷·科利
雷蒙德·查尔斯·科利（英語：Raymond Charles Corley，1928年1月1日—2007年2月5日），美国NBA联盟前职业篮球运动员。